# Александру Влахуцэ (Васлуй)
Александру Влахуцэ (рум. Alexandru Vlahuță) — коммуна в составе жудеца Васлуй (Румыния).

## Состав
В состав коммуны входят следующие населённые пункты (данные о населении за 2002 год):
- Александру Влахуцэ (рум. Alexandru Vlahuță) — 802 жителя
- Флорешти (рум. Florești) — 753 жителя
- Буда (рум. Buda) — 346 жителей
- Морэрени (рум. Morăreni) — 282 жителя
- Гикани (рум. Ghicani) — 195 жителей

## География
Коммуна расположена в 251 км к северо-востоку от Бухареста, 24 км к югу от Васлуя, 81 км к югу от Ясс, 115 км к северу от Галаца.

## Население
По данным переписи населения 2002 года в коммуне проживали 3154 человека.

### Национальный состав
| Национальность | Кол-во человек | Процент |
| -------------- | -------------- | ------- |
| Румыны         | 3154           | 100 %   |

### Родной язык
| Язык      | Кол-во человек | Процент |
| --------- | -------------- | ------- |
| Румынский | 3154           | 100 %   |

### Вероисповедание
| Вероисповедание | Кол-во человек | Процент |
| --------------- | -------------- | ------- |
| Православные    | 3081           | 97,7 %  |
| Бретрены        | 34             | 1,1 %   |
| Пятидесятники   | 16             | 0,7 %   |
| Адвентисты      | 9              | 0,3 %   |
| Лютеране        | 7              | 0,2 %   |
| Реформаты       | 1              | < 0,1 % |

## Политика
По результатам местных выборов 2016 года, местный совет коммуны состоит из 11 депутатов следующих партий:
| Партия                          | Количество депутатов |
| ------------------------------- | -------------------- |
| Национальная либеральная партия | 7                    |
| Социал-демократическая партия   | 4                    |